# Військово-морські сили Ірану
Військово-морські сили Ісламської республіки Іран (перс. نیروی دریایی ارتش جمهوری اسلامی ایران), скорочено NEDAJA (перс. نداجا) — один з видів збройних сил Ірану призначений для ведення воєнних дій на морі. Іранський флот, який існує разом з ВМС КВІР як військово-морська компонента іранських Збройних сил, виконує завдання формування і утримання першого рубежу оборони країни з боку навколишніх вод й проведення операцій у відкритому морі. Втім, сили та засоби цього виду ЗС Ірану в переважній більшості виконують завдання флоту ближнього моря, тобто оперують у регіональних водах, у Перській та Оманській затоках, й зрідка діють у водах Червоного та Середземного морів, у північно-західній акваторії Індійського океану. На відміну від морських сил корпусу вартових Ісламської революції, що має на озброєнні переважно швидкохідні катери і судна, іранський флот озброєний великими кораблями, зокрема підводними човнами, фрегатами й корветами.

## Призначення
Основними завданнями, що покладаються на ВМС Ірану, є:
- ведення воєнних дій проти корабельних угруповань і авіації противника з метою завоювання панування в акваторії Перської та Оманської заток;
- здійснення охорони територіальних вод і морського узбережжя Ірану, в тому числі важливих адміністративно-політичних центрів на півдні країни, економічних районів, нафтопромислів, військово-морських баз, портів і островів;
- забезпечення захисту прибережних морських комунікацій і порушення морських комунікацій противника на Каспії, в Перській і Оманській затоках;
- контроль ситуації в Ормузькій протоці;
- надання безпосередньої підтримки сухопутним військам і Повітряним силам Ірану в ході проведення операцій на морському напрямку, проведення морських десантних операцій, боротьба з морськими десантами противника, ведення безперервної розвідки на морі.

## Організаційна структура іранського флоту
Організаційна структура ВМС Ірану складається з головного штабу, чотирьох командувань, чотирьох військово-морських районів. До його складу входять надводні та підводні сили, авіація ВМС, морська піхота, частини протикорабельних ракет, берегова охорона, берегова служба та служба тилу.

## Корабельний склад флоту
| Тип            | Кількість      | Зображення        | Виробництво    | Найменування      | Номер          | Рік            |
| Підводні човни | Підводні човни | Підводні човни    | Підводні човни | Підводні човни    | Підводні човни | Підводні човни |
| -------------- | -------------- | ----------------- | -------------- | ----------------- | -------------- | -------------- |
| типу «Кіло»    | 3              |                   | Росія          | Tareq             | 901            | З 1992         |
| типу «Кіло»    | 3              | Noor              | Росія          | 902               | З 1993         |                |
| типу «Кіло»    | 3              | Yunes             | Росія          | 903               | З 1997         |                |
| типу «Бесат»   | 1              |                   | Іран           | Besat             | 976            | 2013           |
| типу «Фатех»   | 2              |                   | Іран           | Fateh (IRIS 920)  | 920            | 2011           |
| типу «Фатех»   | 2              | Fateh (IRIS 961)  | Іран           | 961               | 2015           |                |
| типу «Наганг»  | 1              |                   | Іран           | Nahang            | XXX            | 2006           |
| типу «Гадір»   | 23             |                   | Іран           | Ghadir (IRIS 942) | 942            | 2007           |
| типу «Гадір»   | 23             | Ghadir (IRIS 943) | Іран           | 943               | 2008           |                |
| типу «Гадір»   | 23             | Ghadir (IRIS 944) | Іран           | 944               | 2008           |                |
| типу «Гадір»   | 23             | Ghadir (IRIS 945) | Іран           | 945               | 2009           |                |
| типу «Гадір»   | 23             | Ghadir (IRIS 946) | Іран           | 946               | 2009           |                |
| типу «Гадір»   | 23             | Ghadir (IRIS 947) | Іран           | 947               | 2009           |                |
| типу «Гадір»   | 23             | Ghadir (IRIS 948) | Іран           | 948               | 2009           |                |
| типу «Гадір»   | 23             | Ghadir (IRIS 949) | Іран           | 949               | 2010           |                |
| типу «Гадір»   | 23             | Ghadir (IRIS 950) | Іран           | 950               | 2010           |                |
| типу «Гадір»   | 23             | Ghadir (IRIS 951) | Іран           | 951               | 2010           |                |
| типу «Гадір»   | 23             | Ghadir (IRIS 952) | Іран           | 952               | 2011           |                |
| типу «Гадір»   | 23             | Ghadir (IRIS 953) | Іран           | 953               | 2011           |                |
| типу «Гадір»   | 23             | Ghadir (IRIS 954) | Іран           | 954               | 2011           |                |
| типу «Гадір»   | 23             | Ghadir (IRIS 955) | Іран           | 955               | 2011           |                |
| типу «Гадір»   | 23             | Ghadir (IRIS 956) | Іран           | 956               | 2011           |                |
| типу «Гадір»   | 23             | Ghadir (IRIS 957) | Іран           | 957               | 2011           |                |
| типу «Гадір»   | 23             | Ghadir (IRIS 958) | Іран           | 958               | 2011           |                |
| типу «Гадір»   | 23             | Ghadir (IRIS 959) | Іран           | 959               | 2012           |                |
| типу «Гадір»   | 23             | Ghadir (IRIS 960) | Іран           | 960               | 2012           |                |
| типу «Гадір»   | 23             | Ghadir (IRIS 961) | Іран           | 961               | 2012           |                |
| типу «Гадір»   | 23             | Ghadir (IRIS 962) | Іран           | 962               | 2012           |                |
| типу «Гадір»   | 23             | Ghadir (IRIS 963) | Іран           | 963               | 2018           |                |
| типу «Гадір»   | 23             | ?                 | Іран           | ?                 | ?              |                |
| типу «Юго»     | 4              |                   | Північна Корея | ?                 | ?              | ?              |
| Фрегати        |                |                   |                |                   |                |                |
| типу «Алванд»  | 3              |                   | Іран           | «Алванд»          | 71             | 1971           |
| типу «Алванд»  | 3              | «Ельборз»         | Іран           | 72                | 1971           |                |
| типу «Алванд»  | 3              | «Сабалан»         | Іран           | 73                | 1972           |                |
| типу «Маудж»   | 3              |                   | Іран           | «Саханд»          | 74             | 2012           |
| типу «Маудж»   | 3              | «Джамаран»        | Іран           | 76                | 2010           |                |
| типу «Маудж»   | 3              | «Демавенд»        | Іран           | 77                | 2013           |                |
| Корвети        |                |                   |                |                   |                |                |
| типу «Баяндор» | 2              |                   | США            | «Баяндор»         | 81             | 1963           |
| типу «Баяндор» | 2              | «Нахді»           | США            | 82                | 1964           |                |
| типу «Гамзех»  | 1              |                   | Нідерланди     | «Гамзех»          | 802            | 1965           |

Також торпедні, ракетні, патрульні катери радянського, китайського і німецького виробництва.

## Військові звання військово-морського флоту Ірану

### Адмірали і офіцери
| Коди звання у ВМС НАТО | OF-10             | OF-10             | OF-9              | OF-9                  | OF-8                  | OF-8                  | OF-7               | OF-7               | OF-6               | OF-6                    | OF-5                       | OF-5                       | OF-4                      | OF-4                      | OF-3                      | OF-3                      | OF-2                 | OF-2                 | OF-1                      | OF-1                      | OF-1                      | OF-1                      | OF-1                      | OF-1                      | OF(D)                          | OF(D)                          | OF(D)   | OF(D) |
| Іран                   | немає еквівалента | немає еквівалента | немає еквівалента | немає еквівалента     |                       |                       |                    |                    |                    |                         |                            |                            |                           |                           |                           |                           |                      |                      |                           |                           |                           |                           |                           |                           |                                |                                |         |       |
| Іран                   |                   |                   |                   | Daryāsālār دریاسالار) | Daryāsālār دریاسالار) | Daryāsālār دریاسالار) | Daryābān (دریابان) | Daryābān (دریابان) | Daryādār (دریادار) | Daryādār Do (دریادار 2) | Nākhodā Yekomn (ناخدا یکم) | Nākhodā Yekomn (ناخدا یکم) | Nākhodā Dovom (ناخدا دوم) | Nākhodā Dovom (ناخدا دوم) | Nākhodā Sevom (ناخدا سوم) | Nākhodā Sevom (ناخدا سوم) | Nāvsarvān (ناوسروان) | Nāvsarvān (ناوسروان) | Nāvbān Yekom (ناوبان یکم) | Nāvbān Yekom (ناوبان یکم) | Nāvbān Dovom (ناوبان دوم) | Nāvbān Dovom (ناوبان دوم) | Nāvbān Sevom (ناوبان سوم) | Nāvbān Sevom (ناوبان سوم) | دانشجوی دانشگاه امام خمینی (ره | دانشجوی دانشگاه امام خمینی (ره |         |       |
| Іран                   |                   |                   |                   |                       |                       |                       |                    |                    |                    |                         |                            |                            |                           |                           |                           |                           |                      |                      |                           |                           |                           |                           |                           |                           |                                |                                |         |       |
| Еквівалент ВМС України | немає еквівалента | немає еквівалента | немає еквівалента | адмірал               | адмірал               | віце-адмірал          | віце-адмірал       | контр-адмірал      | контр-адмірал      | капітан 1-го рангу      | капітан 1-го рангу         | капітан 2-го рангу         | капітан 2-го рангу        | капітан 3-го рангу        | капітан 3-го рангу        | капітан-лейтенант         | капітан-лейтенант    | старший лейтенант    | старший лейтенант         | лейтенант                 | лейтенант                 | молодший лейтенант        | молодший лейтенант        | курсант                   | курсант                        | курсант                        | курсант |       |

### Старшини і матроси
| Коди звання у ВМС НАТО           | OR-9                             | OR-8                       | OR-7                       | OR-6                          | OR-5              | OR-4                  | OR-3                  | OR-2           | OR-1   |
| Іран                             |                                  |                            |                            |                               |                   |                       |                       |                |        |
| Nāvostovār Yekom (ناواستوار یکم) | Nāvostovār Dovom (ناواستوار دوم) | Mahnāvi Yekom (مهناوی یکم) | Mahnāvi Dovom (مهناوی دوم) | Mahnāvi Sevom (مهناوی سوم)    | Sarnāvi (سرناوی)  | Nāvi Yekom (ناوی یکم) | Nāvi Dovom (ناوی دوم) | Nāvi (ناوی)    |        |
|                                  |                                  |                            |                            |                               |                   |                       |                       |                |        |
| Еквівалент ВМС України           | Старший мічман                   | Мічман                     |                            | Головний корабельний старшина | Головний старшина | Старшина I статті     | Старшина II статті    | Старший матрос | Матрос |